# Pseudorca yokoyamai
Pseudorca yokoyamai — вимерлий вид дельфіновидих ссавців з калабрійського етапу пліоцену в Японії, вимерлий родич сучасного псевдокосатки (P. crassidens).

## Відкриття та систематика
P. yokoyamai був описаний у 1926 році Мацумото Хікосічіро з Імперського університету Тохоку. Голотипний зразок представлений двома зубами – ймовірно, останніми двома в задній частині рота – а паратипний зразок складається з правої гілки нижньої щелепи з сімома зубами, хоча чотири зуби неповні. Голотип було знайдено в Хоммоку, Йокогама – назва виду на честь місця його відкриття – і паратип у провінції Казуса на протилежному боці Токійської затоки. Він може представляти собою проміжну фазу між сучасною псевдокосаткою і Globicephala.

## Опис
Зуби P. yokoyamai в основному конічні, але відгинаються назад, з гладким емалевим покриттям. P. yokowamai мав менші зуби, хоча і більшу кількість зубів, ніж сучасна псевдокосатка.